# 貝爾格勒和約

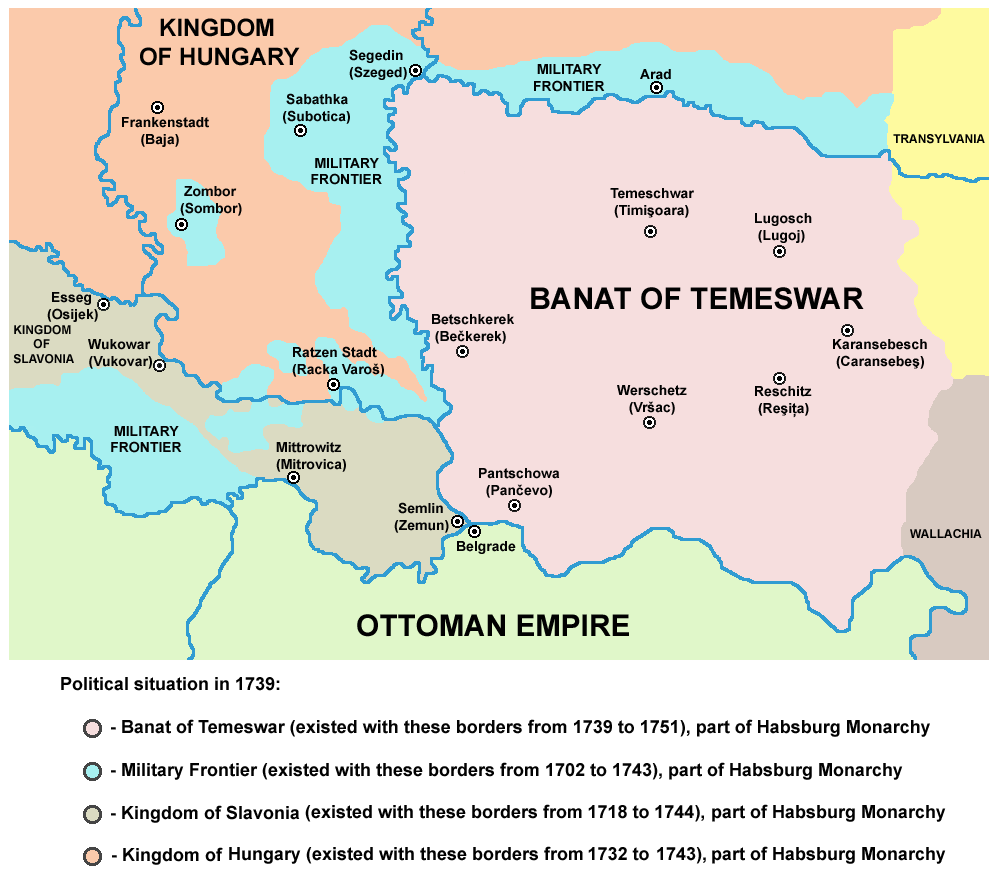
貝爾格勒和約之後的國界

貝爾格勒和約（俄语：Белградский мир）是1739年9月18日簽訂於塞爾維亞王國貝爾格勒的一個和約，簽約雙方是鄂圖曼帝國和哈布斯堡王朝。和約的簽訂結束了長達五年的第四次俄土戰爭。哈布斯堡王朝被迫割讓給土耳其部分土地。而俄羅斯在獲得了亞速港，使得其擁有了在黑海的立足之地。